# Hey Yo Yorang
Hey Yo Yorang (tiếng Hàn: 요랑아 요랑아, tiếng Trung: 瑶玲啊瑶玲, tiếng Việt: Chú cáo nhỏ Yorang) là một bộ anime thuộc thể loại mahō shōjo, hài hước, phiêu lưu do Đài truyền hình trung ương Trung Quốc với Hệ thống Phát sóng Hàn Quốc hợp tác sản xuất. Bộ phim bao gồm 26 tập được thực hiện với hiệu ứng 2D và khoảng 25 phút mỗi tập, thời gian thực hiện từ 23 tháng 7 năm 2003 đến 11 tháng 2 năm 2004.

## Cốt truyện
Câu chuyện xoay quanh một chú cáo nhỏ tên Yorang sống ở Thiên Đường Cáo, chú cáo vô tình làm rơi "cuốn sách Ước Muốn" - một bảo vật hộ mệnh của Thiên Đường Cáo, và Yorang bị trừng phạt phải tìm lại cuốn sách trong thời gian trước khi đồng hồ cát dừng lại (tương đương với 1000 năm dưới nhân gian). Yorang đã trải qua 999 năm nhưng không tìm được Cuốn Sách Ước Muốn và đến năm cuối cùng, Yorang đã gặp được Gang Hyeon và cả hai đã nỗ lực tìm lại được cuốn sách trước khi phe Hắc Hồ Ly tìm được để giải phong ấn cho Hắc Hồ Ly.

## Nhân vật

### Nhân vật chính
- Yorang: là nữ nhân vật chính trong phim, Chú Cáo Nhỏ vô tình làm rơi Cuốn Sách Ước Muốn xuống trần gian và bị Thượng đế phạt giới hạn trong thời gian trước khi đồng hồ cát dừng lại (tương đương với 1000 năm) phải tìm lại được nó, với tính cách tinh nghịch của mình, cô luôn gây ra khá nhiều rắc rối khôi hài với phép thuật không lường trước được  (luôn dùng sai phép) Khi cô gặp nguy hiểm cô có thể biến hình thành Yorin với hình dạng của 1 cô bé con người có mái tóc màu tím, và khi đó cô có thể sử dụng phép thuật của mình thành thạo hơn,  câu thần chú của cô luôn nói trước khi dùng phép thuật là " Yori Yori Yori Rin", biểu tượng của cô là 1 trái tim có đôi cánh.
- Gang Hyeon: là nhân vật nam chính trong phim,  một cậu bé 9 tuổi có mái tóc màu xanh dương hiền lành tốt bụng và khá nhút nhát chuyển từ thành phố Seoul đến Làng Cáo, có sở thích nói chuyện với cây cối và động vật, có mong ước gặp lại người mẹ đã mất do cơn bạo bệnh, cậu đã giúp đỡ Yorang tìm lại Cuốn Sách Ước Muốn với một lời giao ước cho phép cậu sử dụng lời ước của cuốn sách khi hoàn thành nó, nhờ sau khi gặp được Yorang cậu đã trở nên rộng mở hơn, cậu có ước mơ sau này trở thành một nhà văn như cha mình.
- Bangom: là cô gái Tomboy của Làng Cáo, cô là bạn cùng lớp của Hyeon và có mái tóc ngắn màu đỏ đặc trưng, tuy ban đầu cô hay bắt nạt Hyeon nhưng về sau lại  có tình cảm với cậu (bắt đầu cho thấy ở tập 6) luôn có hai người bạn " thuộc hạ" bên cạnh là Don và Mani, cô luôn ganh ghét với Yorin vì nhiều lúc Yorin ở gần Hyeon (cô cũng không biết rằng Yorin vốn là cáo).
- Ebisu và Bull Deron: là bộ đôi gấu heo rừng và là " thuộc hạ " của Yorang,  có nhiều lúc vì cãi nhau mà tạo ra các  tình huống dở khóc dở cười, và luôn bị Yorang ăn hiếp  (chẳng hiểu sao hai con thú rừng to lớn mà bị một con cáo có chiều cao chưa đến 1m ăn hiếp), cả hai luôn giúp Yorang hết mình trong nhiều tình huống nguy hiểm
- Dako (Nấc Cục): là những chú bọ nhỏ và cũng là trợ thủ của Yorang.
- Ông Gang: là cha của Gang Hyeon, 1 nhà văn viết truyện thiếu nhi, ông luôn tìm mọi cách để bù đắp cho sự mất mát về sự yêu thương của mẹ cho Hyeon, ông thuộc dạng người " nước tới chân mới nhảy " nên nhiều lúc gặp rắc rối về việc giao bản thảo cho tòa soạn, truyện của ông cũng khá ít người biết đến,  nhưng ông vẫn giữ cho mình niềm tin về các cuốn sách do ông viết sẽ được các bạn nhỏ đón nhận.
- Gaeun: cô gái trẻ bán hoa ở Làng Cáo, cô là 1 cô gái năng động và có sở thích tìm các loài hoa hiếm,  cô về sau là mẹ kế của Hyeon (tập 25).
- Soriwon và Soso: 2 vị quan thần cáo ở Thiên Đường Cáo,  là ông nội và bà nội của Yorang.

### Nhân vật phản diện
- Red Fox (Hoả Hồ Ly trong bản gốc): là 1 mụ cáo phù thủy phản bội Thiên Đường Cáo theo phe Hắc Hồ Ly, có kế hoạch tìm được Cuốn Sách Ước Muốn để giải phong ấn cho Hắc Hồ Ly.
- Vô Địch Tam Kiếm Khách: là bộ ba anh em thuộc hạ Red Fox gồm Bbuddu, Ggudi và Ggoji, là đối thủ của Yorang và được giao nhiệm vụ phải tìm được Cuốn Sách Ước Muốn để giải phong ấn cho Hắc Hồ Ly.

## Sản xuất
Hey Yo Yorang là bộ phim hoạt hình đầu tiên của Trung Quốc hợp tác sản xuất với Hàn Quốc, và là bộ phim hoạt hình đầu tiên ở Trung Quốc được xếp vào thể loại anime mahō shōjo. Hey Yo Yorang dự định sẽ có phần 2, nhưng về sau dự án bị hủy bỏ và Yorang được tái xuất trong anime Petit Petit Muse của Hàn Quốc. Trong Petit Petit Muse, Yorang đã được thay đổi ngoại hình khá nhiều và chỉ là người đưa phép thuật cho 2 nhân vật của phim là Ari và Ara. Trong phiên bản tiếng Trung, Yorang có tên 瑶玲 phát âm giống từ 摇铃 có nghĩa là " cái lục lạc".

## Nhạc phim
Bộ phim có ca khúc tiếng Trung mở đầu là 那就是你 (Đó chính là bạn), và một ca khúc cuối phim là  你来自哪个星球? (Bạn đến từ hành tinh nào?).